# Zvláštní vlak

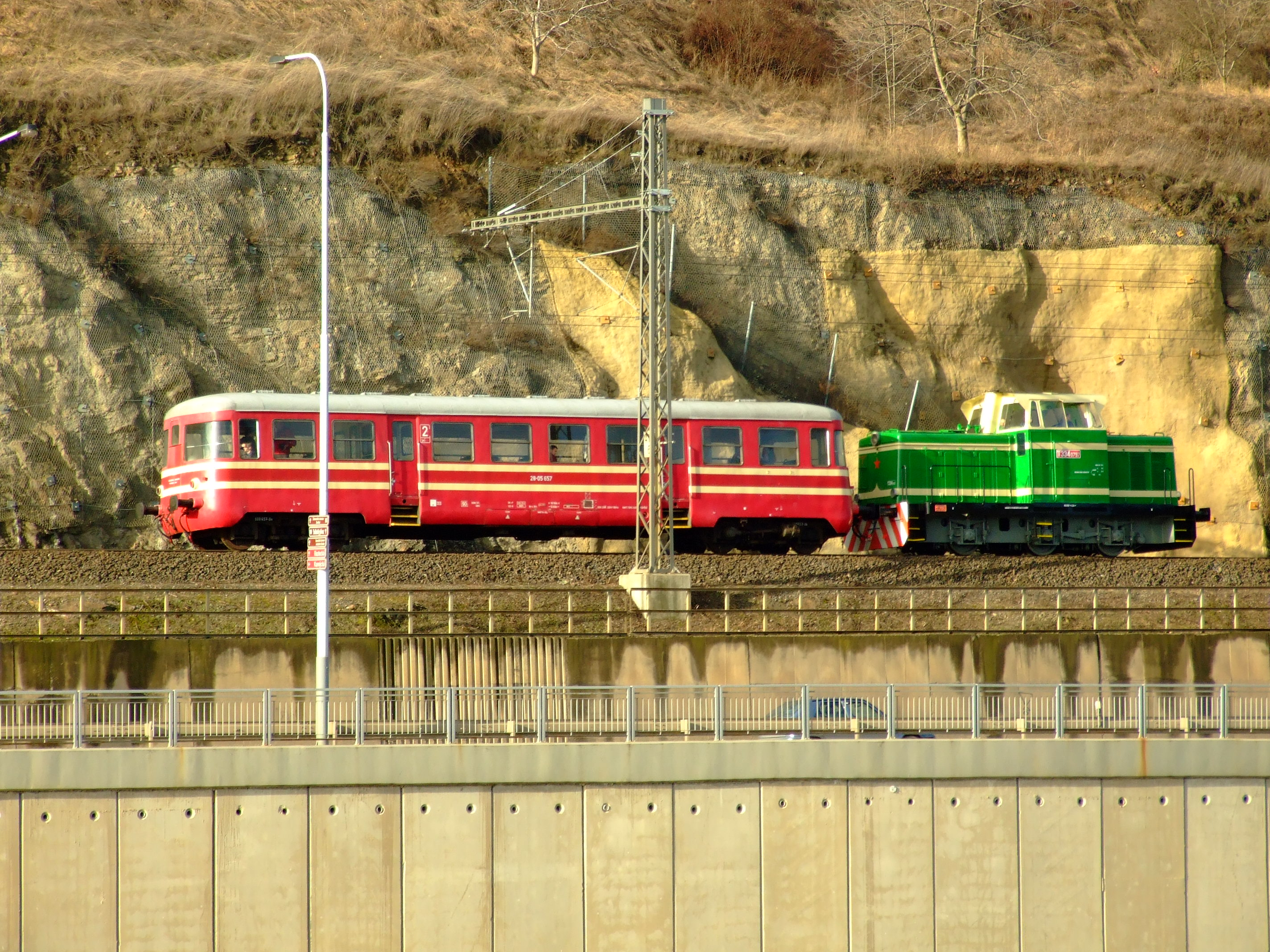
Vlak společnosti Junior market s.r.o. z Uhlířských Janovic projíždějící po trati mezi stanicemi Praha-Sedlec a Roztoky u Prahy

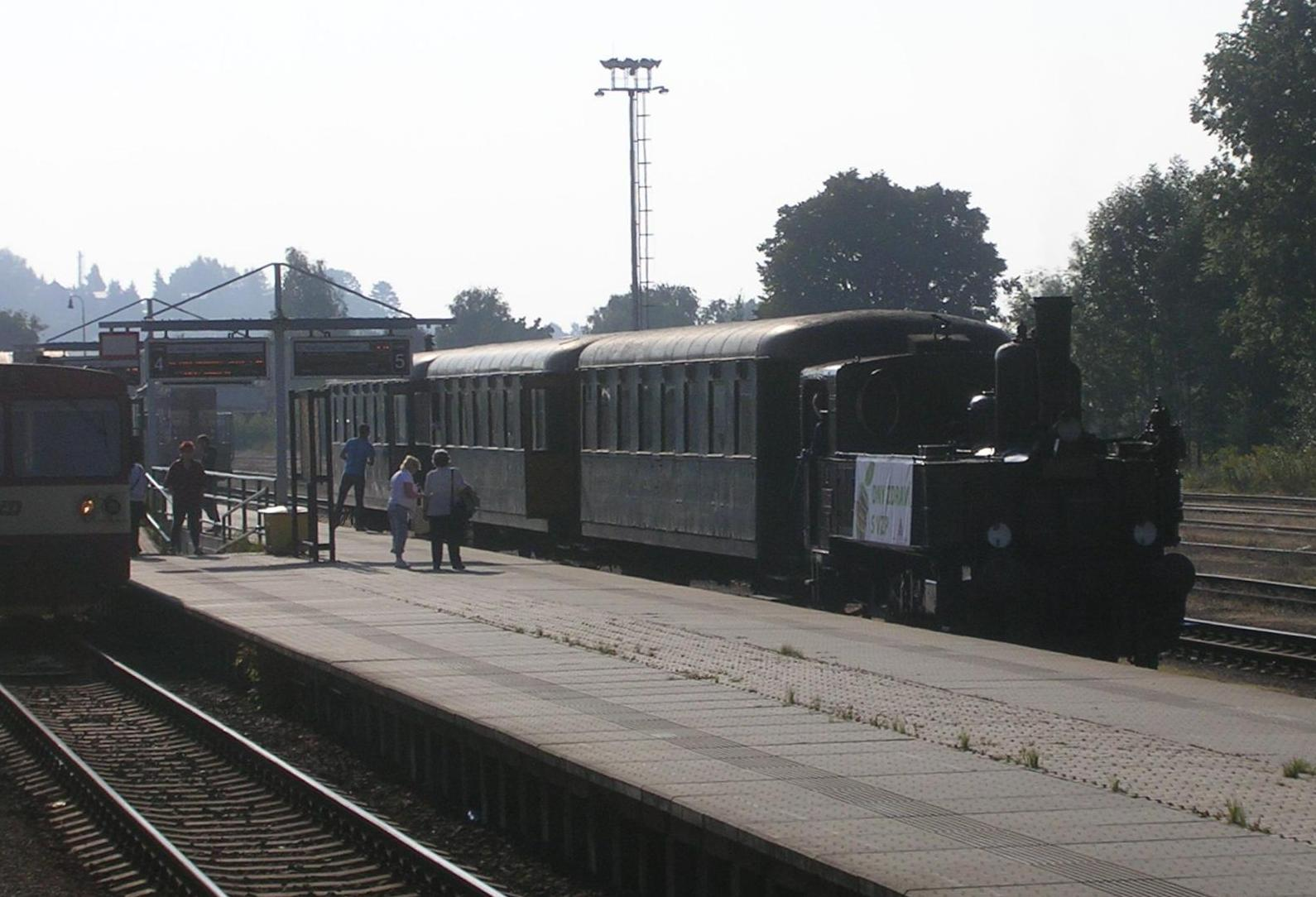
Nostalgický parní zvláštní vlak v Turnově

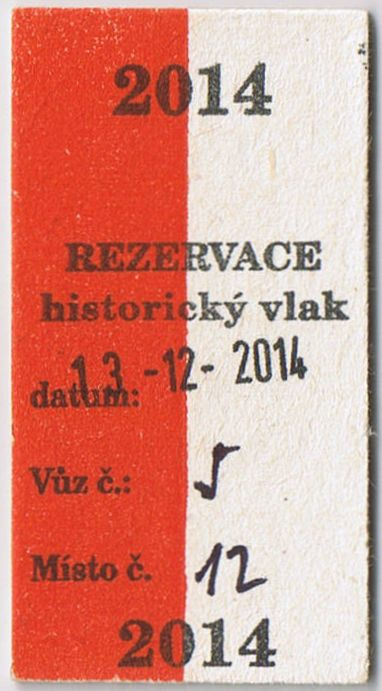
Místenka na zvláštní vlak Křivoklát

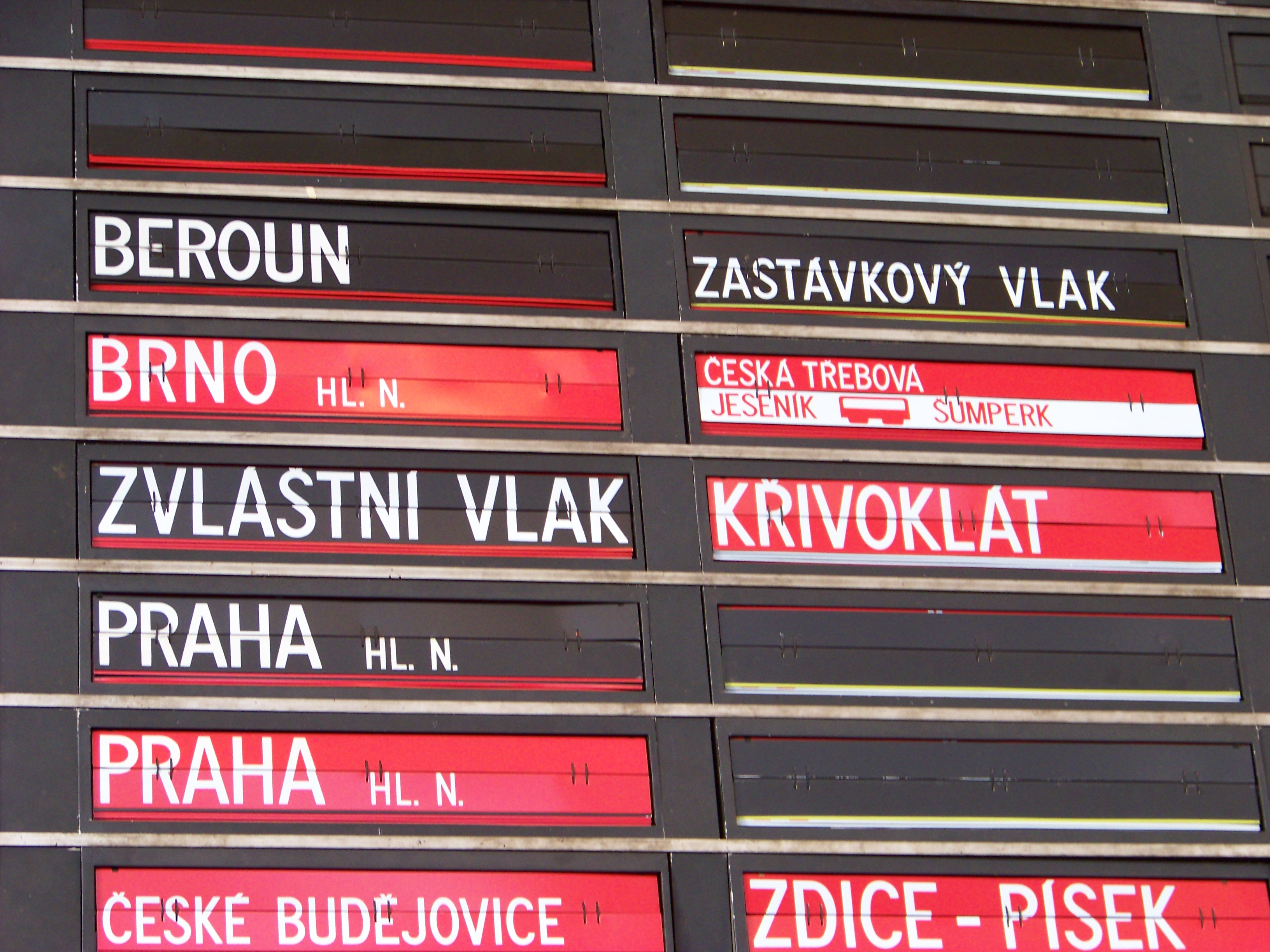
Oznámení zvláštního vlaku Křivoklát na odjezdové informační tabuli ve stanici Praha-Smíchov

Zvláštní vlak je druh mimořádného vlaku, resp. tzv. vlaku jedoucího v mimořádné trase. Obecně jde o vlak, jehož jízdní řád není obsažen v grafikonu vlakové dopravy a jehož účelem je uspokojení požadavků na přepravu, která nebyla zpravidla známa při tvorbě grafikonu vlakové dopravy. Přesná definice zvláštního vlaku a jeho odlišení od jiných druhů mimořádných vlaků však může být u různých provozovatelů různá a může se měnit i s časem. Mezi zvláštní vlaky tak mohou být počítány i některé vlaky, kterým sice je přidělena kapacita dráhy a jejichž trasa je zařazena do jízdního řádu, ale které jezdí s malou četností. Dělení vlaků podle pravidelnosti je nezávislé na dělení vlaků podle určení a na kategoriích vlaků; může tak jít o vlaky nákladní, osobní, soupravové, služební i lokomotivní.

## Na tratích Správy železnic
České předpisy mezi zvláštní vlaky nepočítají tzv. vlaky v obecném zájmu. Zatímco vlaky v obecném zájmu mají v provozu při mimořádnostech nejvyšší prioritu, zvláštní vlaky mají naopak prioritu nižší než pravidelné vlaky. Jako příklad vlaku v obecném zájmu byl dříve v předpisech uváděn vládní vlak (obecněji jde o vlaky s přepravami vyžadujícími zvláštní dopravní opatření), nověji jsou vlakům v obecném zájmu postaveny naroveň služební vlaky v mimořádných trasách provádějící diagnostiku železniční dopravní cesty.
Předpis SŽDC (ČD) D2 rozlišoval pět druhů mimořádných vlaků. Kromě zvláštních vlaků mezi mimořádné vlaky patřily ještě vlak v obecném zájmu, vlak podle potřeby, rušící vlak a násled.
Nové předpisy Správy železnic pro pravidelný ani mimořádný spoj již nepoužívají termín „vlak“, ale „trasa (vlaku)“, a rozlišují vlaky jedoucí v pravidelných trasách a vlaky jedoucí v mimořádných trasách (ad hoc). Rušící vlaky a vlaky podle potřeby tak byly z mimořádných vlaků přeřazeny mezi „vlaky jedoucí v pravidelných trasách“, nově byl zaveden pojem nabídkových (katalogových) tras, které mají jízdní řád obsažený v grafikonu vlakové dopravy, ale nemají přidělenu kapacitu dráhy určitému dopravci (čímž se liší od pravidelných vlaků podle potřeby).
„Trasy zvláštních vlaků“ aktuální předpis rozděluje do dvou skupin:
- trasy, jejichž jízdní řád není obsažen v grafikonu vlakové dopravy. Zpracovávají se v případě, že požadavek dopravce o jízdu ad hoc vlaku nelze uspokojit nabídkovou trasou ani následem. Kapacita dráhy se pro jejich jízdu přiděluje případ od případu (ad hoc). Za trasu zvláštního vlaku se považuje i změna trasy s již dříve přidělenou kapacitou dráhy z důvodu odklonu;
- trasy vlaků, u kterých sice byla známa žádost dopravce při tvorbě grafikonu vlakové dopravy, ale jde o vlaky s minimální četnosti jízdy. V tomto případě mají tyto vlaky přidělenou kapacitu dráhy konkrétnímu dopravci a jejich jízdní řád je zařazen do sešitu jízdních řádů zvláštních vlaků.

## V jiných kolejových sítích
V pražském metru se pojem zvláštního vlaku vůbec nepoužívá. Dopravního předpis pro metro, D 2/1, v části VII vlaky metra podle určení dělí na osobní, služební a zkušební, přičemž osobní vlaky se dělí na pravidelné a mimořádné. Zvláštní osobní vlaky tedy jsou nazývány mimořádnými vlaky.
Dopravní podnik hl. m. Prahy a.s. ve svém dopravním a návěstním předpisu pro tramvaje vlaky rozlišuje na vlaky určené k pravidelné přepravě cestujících po trasách uvedených ve vlakovém jízdním řádu nebo daných služebním příkazem, vlaky zvláštní pro objednané a smluvní jízdy, vlaky služební (pro přepravu pracovníků, materiálu, pro údržbové práce a manipulační jízdy) a vlaky cvičné. Zvláštními vlaky se tedy rozumí vlaky pro objednané a smluvní jízdy, zatímco služební, pracovní, manipulační ani cvičné jízdy se za zvláštní vlaky nepovažují. Provoz všech „vlaků neurčených k pravidelné přepravě cestujících“ musí být organizován tak, aby nebyl narušován provoz vlaků určených k pravidelné přepravě cestujících, a ke každé jízdě takového vlaku musí být dán předem souhlas provozního dispečinku. Při nahlašování jízd zvláštních, služebních a cvičných vlaků musí být provoznímu dispečinku oznámeny trasa a důvod jízdy, základní časové údaje (pravděpodobný čas výjezdu a zatažení), evidenční čísla všech vozů a sestava vlaku. Provozní dispečink na základě těchto údajů může rozhodnout o dalších opatřeních k zabezpečení jízdy, a jízdy, ke kterým dal souhlas, eviduje.